# Halloweentown High
Halloweentown High (bra: Halloweentown: O Portal) é um telefilme estadunidense de 2004, dirigido por Mark A. Z. Dippé para o Disney Channel.
Este é o terceiro filme da série de Halloweentown.

## Elenco
- Kimberly J.Brown - Marnie Piper
- Debbie Reynolds - Agatha "Aggie" Cromwell
- Joey Zimmerman - Dylan Piper
- Emily Roeske - Sophie Piper
- Judith Hoag - Gwen Piper
- Lucas Grabeel - Ethan Dalloway
- Michael Flynn - Edgar Dalloway
- Finn Wittrock - Cody
- Eliana Reyes - Cassie
- Olesya Rulin - Natalie, a duende cor-de-rosa
- Clifton Davis - Diretor Phil Flannigan
- Todd Michael Schwartzman - Pete, o homem-lobo
- Jessie Harward - Chester, o Ogro
- Clayton Taylor - disfarce humano de Chester
- Bob Lanoue - Bobby, o gremilim